# 杭州青少年活动中心

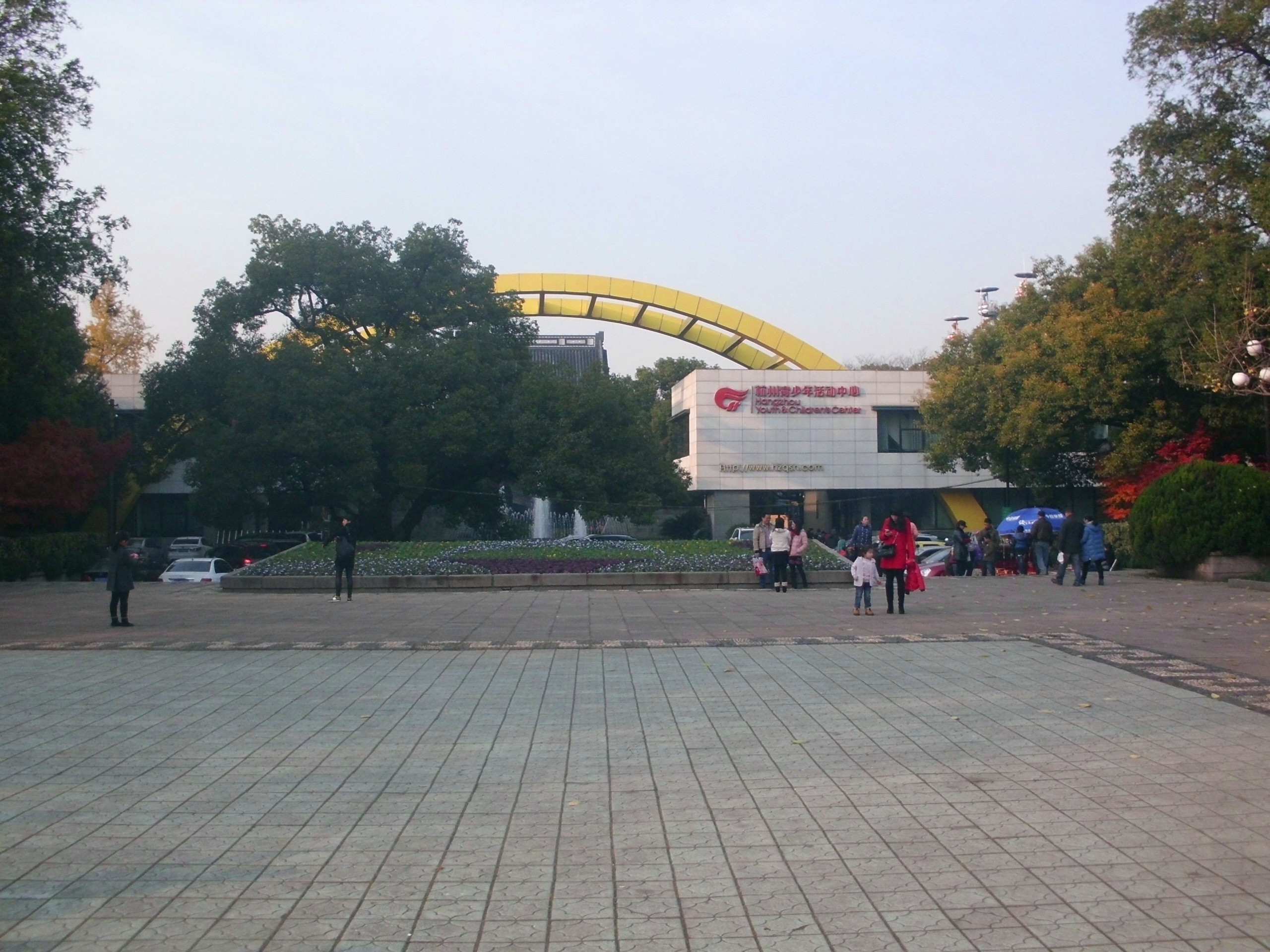
南大门

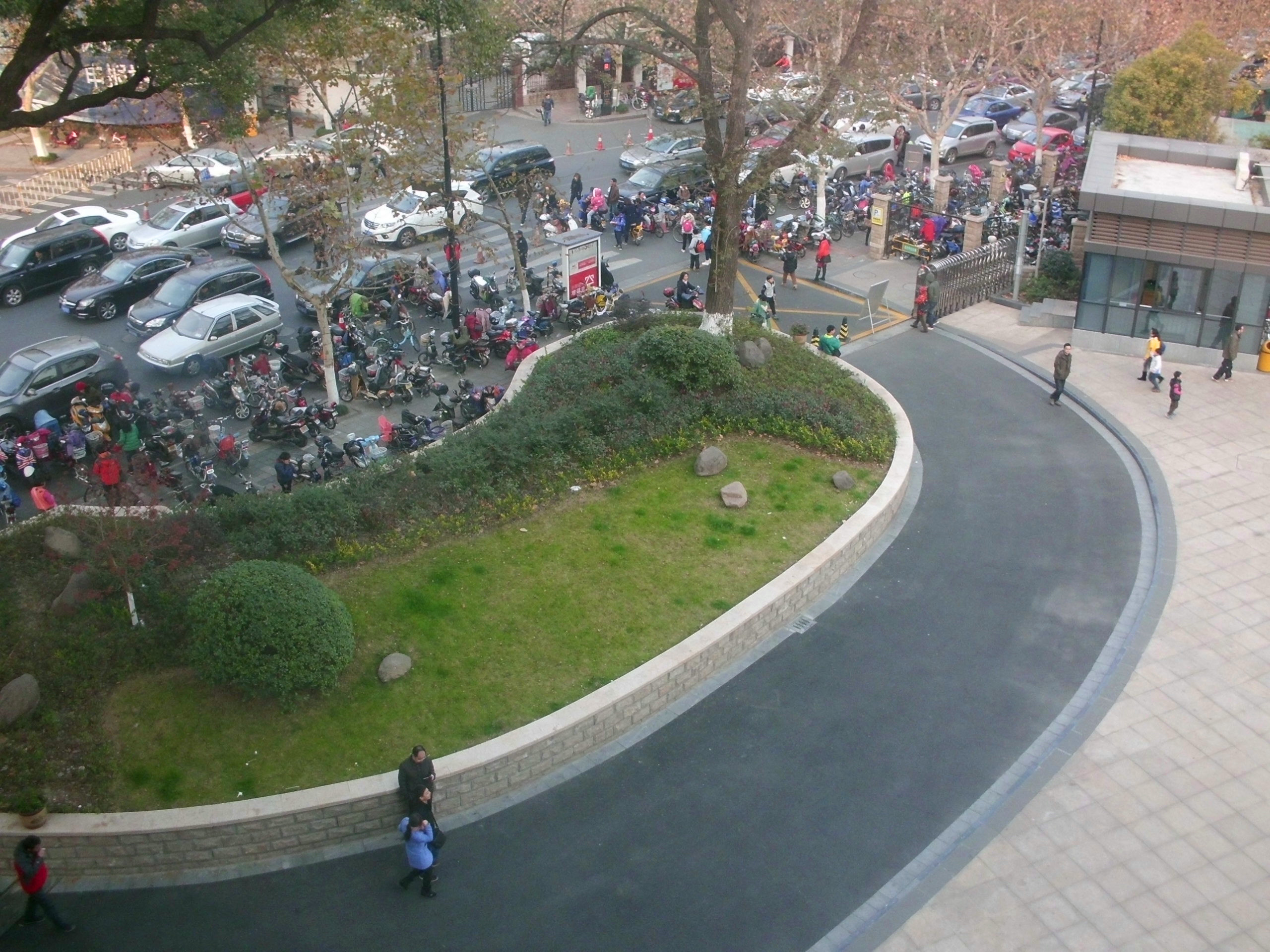
北大门

杭州青少年活动中心，即杭州青少年宫，位于杭州市西湖区昭庆寺里街22号，地处西湖东北角。现占地面积5.45万平米，建筑面积2.7万平米，其中室外活动场所5000平米，绿化覆盖率达35%。它是为青少年和儿童提供书法和绘画艺术、舞蹈、文学、体育、外语、科技、美劳等教育培训和娱乐活动为一体的校外文化教育活动场所。

## 简介
1958年8月成立、位于杭州涌金公园的杭州市少年科学指导站为杭州青少年宫的前身，在科学指导站的基础上成立了杭州市少年宫，1963年6月1日迁至现址并建成开放。
青少年宫北侧是浙江省人大、省政协和浙江省人民大会堂等政府机构。

## 分中心
杭州青少年活动中心下设5个分中心：
杭州市青少年发展中心，位于上城区钱江新城市民中心K座，拥有“Do都城”儿童职业体验中心和游泳馆、健身房、F1儿童运动馆等。
城西分中心，简称“金成少年宫”，位于余杭区余杭街道荆余路518号，拥有小摆锤、真人CS等室外游乐设施，以及一个室内游乐场。
城北分中心，位于拱墅区的杭州工艺美术博物馆内。
滨江分中心，位于滨江区建业路与滨盛路交叉口，设有“笑笑橙”儿童消防体验中心，还有一个游泳馆。
杭州(国际)青少年洞桥营地，位于富阳区洞桥镇查口村，是青少年生存训练体验及军训基地。

## 图集
娱乐设施
教学大楼
- 外语楼
- 美术楼
- 文艺楼
- 文学楼
- 科体楼

## 交通
可到达的公交车有：

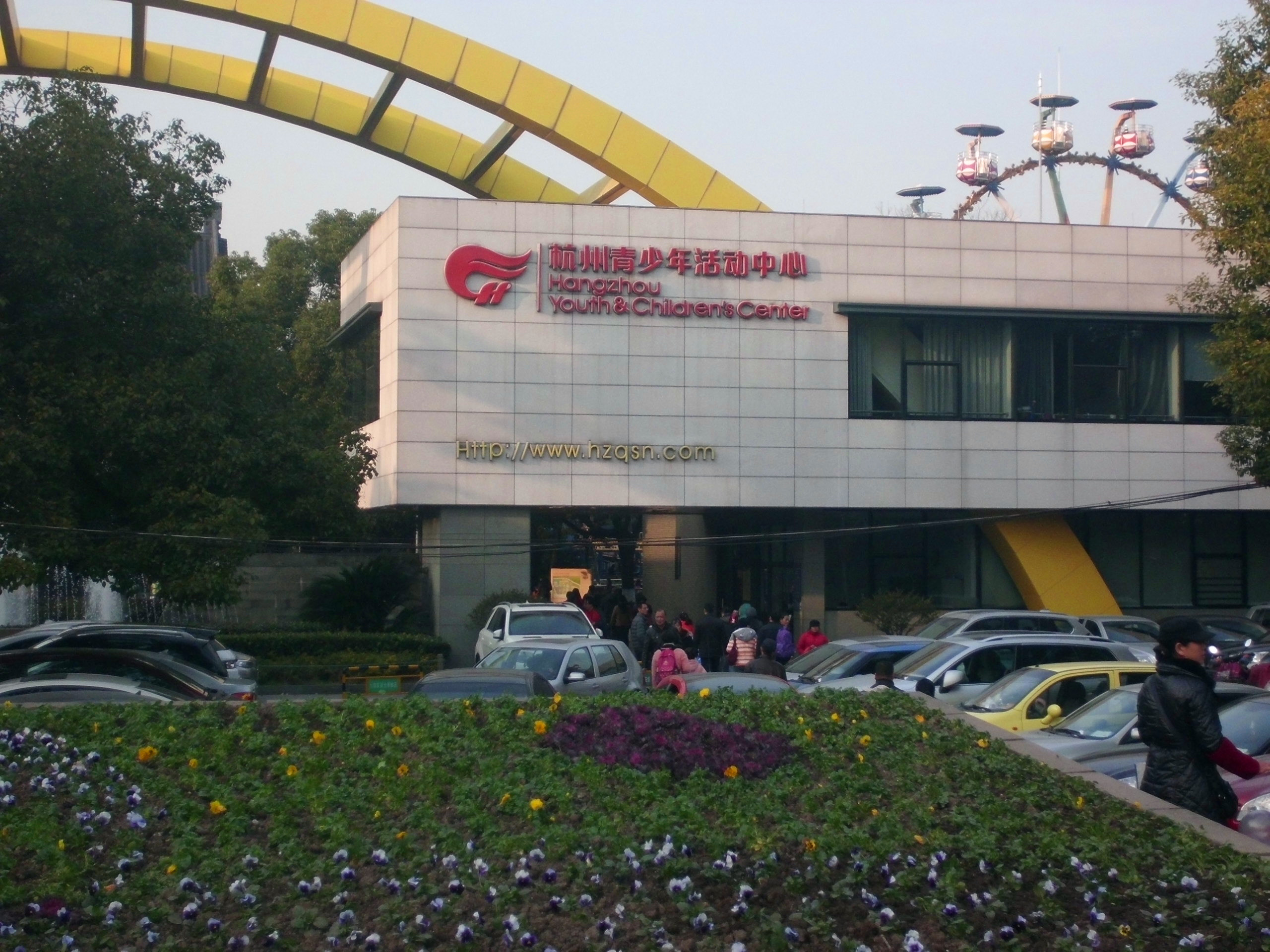
南大门

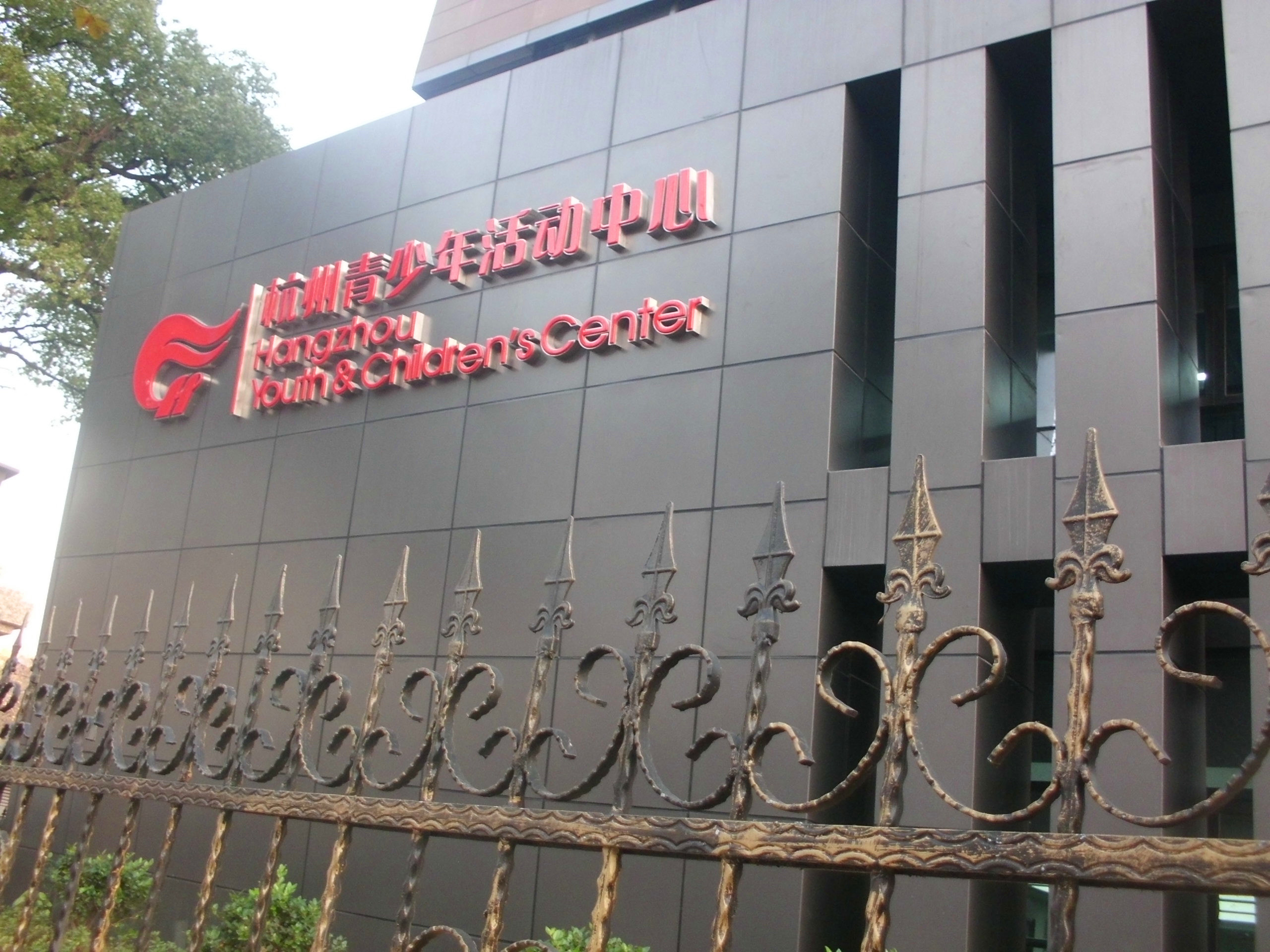
北门的标志

- 少年宫站：Y1/Y3/6/K7/K16/27/K78/81/K850/假日1线/假日11线
- 六公园站：Y2/Y3/K7/K9/K16/27 /81 /假日1线
- 凤起路站（杭十四中）： 1/10/12/25/26/48/66/K78/K199/K275/K281/K284/假日11线
- 凤起路保俶路口站：K78/假日11线
- 小车桥站：5/18/45/49/71/假日12线